# 広瀬秀雄 (音楽家)
広瀬 秀雄（ひろせ ひでお、1943年4月30日 - ）は、神奈川県横浜市出身、ブラジル・サンパウロ在住の音楽家、サックスプレーヤー。横浜翠嵐高校、早稲田大学卒業。「ヒデ」の愛称がある。

## 人物・略歴
兄は作家の醍醐麻沙夫。1967年、24歳の時に日本からブラジルのサンパウロに移民し、ワイシャツ屋、クラブのミュージシャン（ピアノやベース）、新聞社の編集員、リオデジャネイロ日本領事館・文化部職員、コンデンサーの代理店主、雑誌「オーパ」編集長、など多種多様な職業を経て、現在、音楽家。
（この節の出典）